# Insight (canción)
Insight es una canción del grupo inglés de música electrónica Depeche Mode compuesta por Martin Gore, publicada en el álbum Ultra de 1997.

## Descripción
Es una conmovedora función electrónica de DM, complementada con unas cuantas notas de piano cubriendo toda su duración, y con una letra encomiástica llena de amor y paz, bastante alejada del discurso más bien un tanto áspero del álbum Ultra, tan sólo junto con el tema Home.
La letra es sumamente romántica y metafórica, como reseñando cuando se llega el momento de un gran cambio en la vida de todo ser humano, una Señal como su título indica, después de que se ha obtenido conocimiento de las vivencias previas, buenas y malas, todo movido por el amor.
La musicalización por otro lado es muy minimalista aunque meramente sintética, con sólo el acompañamiento del piano y un ligerísimo efecto de percusión apagada logrando una cierta calidad ambiental, minimalista o hasta trip-hop por el uso de efectos electrónicos poco convencionales para canciones más propios de una banda sonora cinematográfica, como en el segundo puente después del primer coro, implicando también un poco del dramatismo que conlleva el aprendizaje a través del sufrimiento y la experiencia.
Su lírica es muy emotiva al hablar concretamente del amor y lo que se puede recibir de él, así como al mismo tiempo una sentencia para darlo. Esta se compone de dos estrofas, coro, una estrofa más, otro coro y coda, de los cuales solamente la primera estrofa y la coda las canta David Gahan pues todo lo demás lo canta a dos voces con Martin Gore, con lo cual consiguen darle un sentido todavía más solemne.
De hecho, la letra se nota medianamente inspirada en el siempre presente tema religioso por el que tanto ha demostrado interés Martin Gore a lo largo de su carrera, pero solo un poco, pues no cae en lo abiertamente sacro como en otros temas pretéritos, ni mucho menos en crítico hacia la iglesia como algunos más.
Junto con el tema It's No Good, son en realidad las dos funciones más sintéticas del álbum, el cual en general aún mostró una tendencia muy electroacústica de DM, aunque por otro lado de modo curioso pareciera también una versión por completo opuesta a ese tema, pues mientras aquel es áspero y sonoro, Insight es suave y minimalista, además de tener una letra solemne.
Como pista en el álbum Ultra, en realidad tiene una duración de más de seis minutos, pero los dos últimos son de total silencio, y en una pista distinta que le sigue se contiene el instrumental Junior Painkiller, una versión corta del lado B Painkiller del sencillo Barrel of a Gun, por lo cual aquellos dos minutos de silencio resultan ociosos.

## En directo
La canción hizo su debut en escenarios hasta el Tour of the Universe, doce años después de su publicación, como tema rotativo, o sea no en todas las fechas, cantado por Martin Gore a diferencia de cómo aparece en el disco, y en una forma acústica con sólo musicalización de Peter Gordeno en su teclado a modo piano, quien además hacía en toda su duración segunda voz, pues la llevaban a cabo íntegramente a dueto. Posteriormente, se retomó en la misma forma para el Global Spirit Tour como tema opcional.